# 東洋不動産
東洋不動産株式会社（とうようふどうさん-）は、日本の不動産会社である。旧三和銀行（現三菱UFJ銀行）系の不動産会社であるため、みどり会の加盟企業であり三和グループに属している。

## 概要
1960年（昭和35年）に三和銀行の入居建物の賃貸事業のため（旧）東洋不動産株式会社が設立された。
（現）東洋不動産については、1986年（昭和61年）に法人が設立され、2004年（平成16年）に（旧）東洋不動産株式会社より不動産仲介・鑑定部門の営業譲渡の譲渡を受けて東洋プロパティ株式会社となり、2020年（令和2年）に東洋不動産株式会社に商号変更した。
なお、（旧）東洋不動産株式会社は、2014年（平成26年）4月1日に三信株式会社に吸収合併された。

## グループ会社
グループ会社は、三和銀行系の不動産関連会社である（旧）東洋不動産や今橋地所株式会社などの流れを組む会社が再編されたものである。
なお、今橋地所株式会社は三和銀行の店舗や寮などの賃貸事業を行うために1955年（昭和30年）4月に設立された会社である。
- 東洋不動産プロパティマネジメント株式会社

プロパティマネジメント業。（旧）東洋不動産100%出資の東洋ビルマネジメント株式会社と、今橋地所株式会社100%出資のアイピーエム株式会社が合併し、2003年（平成15年）7月にBMS株式会社として設立された。2020年（令和2年）3月に東洋プロパティ株式会社の100%子会社化され、10月に現商号に変更した。
- 東洋不動産アセットマネジメント株式会社

アセットマネジメント業。2005年に東洋プロパティ株式会社によって設立された「プロファウンド・インベストメント・マネジメント株式会社」と、2008年にBMS株式会社100%出資で設立された「BMSアセットマネジメント株式会社」が、2016年10月に合併し「プロファウンドBMSアセットマネジメント株式会社」となり、2020年（令和2年）3月に東洋プロパティ株式会社の100%子会社化され、10月に現商号に変更した。
- 東洋ビルメンテナンス株式会社

建物管理業。1973年5月に三和銀行系のビル総合管理会社として設立、2015年（平成27年）にグループ会社化。
- オークラヤ不動産株式会社

旧三和銀行系のオークラヤ住宅の法人営業部門を分離して設立。2019年（平成31年）3月にグループ会社化。